# Podłoże drukowe
Podłoże drukowe – wszelkiego rodzaju materiały, na których dokonywany jest druk.
Charakteryzują się różnym stopniem porowatości, stąd można mówić o podłożach w różnym stopniu wsiąkliwych aż do podłoży niechłonnych. Wspólną cechą tych materiałów jest dostateczna energia powierzchniowa umożliwiająca druk wybraną techniką druku. Niedostateczna energia powierzchniowa uniemożliwia zwilżanie farbą drukową. Różne rodzaje farby, nawet w obrębie tej samej techniki druku, wymagają określonej minimalnej energii powierzchniowej, stąd materiały które mogą stanowić podłoże drukowe dla określonego rodzaju farby niekoniecznie mogą być podłożem drukowym dla innej farby. Czasem wymagane jest zwiększenie energii powierzchniowej materiału, aby można było go wykorzystać jako podłoża drukowego (np. aktywacja folii z tworzyw sztucznych). Podłoża mogą mieć kształt arkusza, zwoju bądź stanowić przedmiot przestrzenny (np. kubki). Mogą też być z różnych tworzyw: papier, metal, ceramika, drewno, tkanina, skóra, tworzywa sztuczne. Kształt podłoża drukowego i jego rodzaj, wsiąkliwość, energia powierzchniowa, oczekiwane efekty po druku to czynniki wyznaczają technikę druku i rodzaj farby.
Energia powierzchniowa podłoża powinna być przynajmniej o 10 mN/m wyższa od napięcia powierzchniowego farb drukowych. Przy druku fleksograficznym na podłożu polietylenowym jego energia powierzchniowa powinna wynosić:
- 38–42 mN/m dla farb rozpuszczalnikowych
- 42–46 mN/m dla farb utrwalanych UV
- 42–48 mN/m dla farb wodorozcieńczalnych.